# Will Smith
Willard Carroll "Will" Smith II (Filadélfia, 25 de setembro de 1968) é um ator, rapper e produtor norte-americano. Vencedor de diversos prêmios, incluindo um Oscar de Melhor Ator, um Globo de Ouro e quatro prêmios Grammy, tornou-se um dos poucos artistas a ter sucesso em três diferentes áreas de entretenimento dos Estados Unidos: cinema, televisão e música.
Iniciou a carreira na música, com a dupla de hip-hop DJ Jazzy Jeff & the Fresh Prince, com quem lançou cinco álbuns de estúdio e diversos singles. No entanto, a imagem de Smith popularizou-se mundialmente ao protagonizar o sitcom The Fresh Prince of Bel-Air (1990–96).Após a série, Smith fez a transição de televisão para o cinema e estrelou várias longas de sucesso, incluindo as franquias Bad Boys (1995), Independence Day (1996) e Men in Black (1997), e também sucessos como I, Robot (2004), Hitch (2005), I Am Legend (2007), Hancock (2008), Seven Pounds (2008), Concussion (2015), Suicide Squad (2016) e Aladdin (2019).
Recebeu aclamação por parte da crítica em diversas ocasiões, incluindo indicações ao Oscar de Melhor Ator por suas interpretações de Muhammad Ali em Ali (2001) e Chris Gardner em The Pursuit of Happyness (2006); Em 2022, obteve sua glória nas premiações ao vencer o Oscar, Critics' Choice Awards, Bafta, Golden Globes e SAG Awards por sua performance no drama King Richard, onde interpreta Richard Williams, pai e treinador das tenistas Venus Williams e Serena Williams. Will Smith está classificado como o astro mais rentável em todo o mundo pela revista Forbes. Seus filmes arrecadaram mais de US$ 9,5 bilhões globalmente. O ator já foi citado na lista dos "40 mais ricos" da revista Fortune, dos 40 americanos mais ricos com menos de 40 anos.

## Biografia
Will Smith nasceu na Filadélfia, é filho de Caroline Bright, uma administradora do conselho escolar da Filadélfia, e Willard Carroll Smith Sr. um técnico de refrigeração. Ele cresceu em West Philadelphia, num bairro chamado Wynnefielde, e foi criado batista. Ele tem três irmãos, uma irmã chamada Pamela, que é quatro anos mais velha, e os gêmeos Harry e Ellen, que são três anos mais jovens. Will Smith estudou em Nossa Senhora de Lourdes, uma escola privada católica na Filadélfia. Seus pais se separaram quando ele tinha 13 anos, mas não chegou a divórcio até por volta de 2000.
Will Smith estudou na Overbrook High School, da Filadélfia. Embora amplamente divulgado, não é verdade que Smith recusou uma bolsa para estudar em Massachusetts Institute of Technology (MIT); ele nunca foi para a faculdade porque queria ser rapper. Smith foi inscrito por sua mãe em um "programa de verão de engenharia" no MIT para estudantes do ensino médio, mas não compareceu. Smith chegou a afirmar: "Minha mãe, que trabalhava para o Conselho Escolar da Filadélfia, tinha um amigo que era o oficial de admissões no MIT. Eu tinha notas muito altas e eles precisavam de crianças negras, mas eu não tinha intenção de ir para a faculdade."
Smith começou a fazer rap aos 12 anos. Quando sua avó encontrou um caderno com suas letras, que ele descreveu como contendo "todos os [seus] pequenos palavrões", ela escreveu uma nota para ele em uma página do livro: "Caro Willard, pessoas verdadeiramente inteligentes não precisam usar palavras como essas para se expressar. Por favor, mostre ao mundo que você é tão inteligente quanto pensamos que você é". Smith disse que isso influenciou sua decisão de não usar palavrões em sua música.

## Carreira

### 1985–1989: Inicio com o DJ Jazzy Jeff & the Fresh Prince

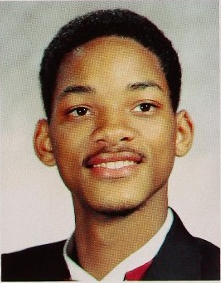
Will Smith em 1986.

Perseguindo o mundo da música, Will conheceu o DJ Jazzy Jeff numa festa em 1985, formando assim uma dupla que logo entrou em ação, se apresentando como DJ Jazzy Jeff & the Fresh Prince. A dupla conseguiu um contrato de gravação com a Jive Records, e o primeiro álbum da dupla, Rock the House, foi lançado em março de 1987. Eles se tornaram os primeiros a ganhar um MTV Video Music Awards de Melhor Vídeo de Rap e receberam o primeiro prêmio Grammy de Melhor Performance de Rap em 1989 por "Pais Just Don't Understand" (1988), embora seu single de maior sucesso tenha sido "Summertime" (1991), que rendeu a dupla seu segundo Grammy e alcançou a posição número 4 na Billboard Hot 100.  

### 1990–1993: Sucesso na Televisão

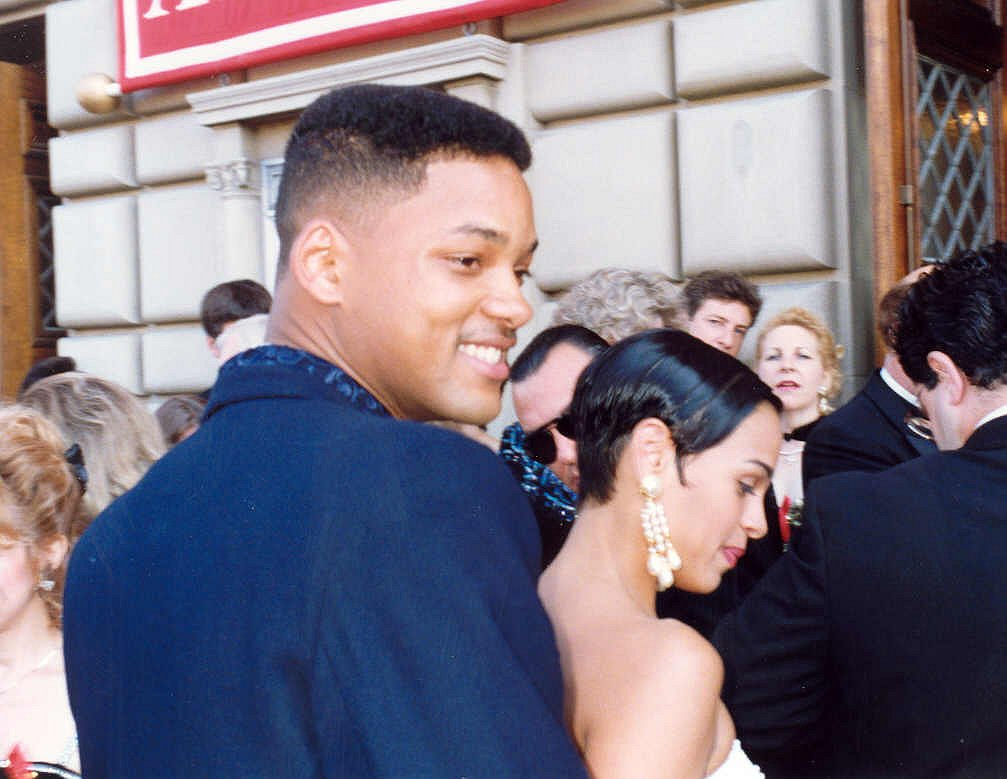
Will Smith no Emmy Awards, em 1993

Smith gastou todo o dinheiro que ganhou por volta de 1988 e 1989 e não pagou o imposto de renda. O Internal Revenue Service avaliou uma dívida fiscal de US$ 2,8 milhões dólares em seu nome, e tomou muitos de seus bens e penhorou sua renda. Em 1990, Smith estava falido, quando conheceu o empresário Benny Medina em uma gravação do The Arsenio Hall Show; Medina estava desenvolvendo um seriado baseado em sua própria vida em parceria com o produtor musical Quincy Jones e a Warner Bros. Television, e procurava um protagonista, que acabou sendo o Smith. A rede de televisão NBC comprou a ideia e em 1990, colocou no ar o seriado The Fresh Prince of Bel-Air. O roteiro era simples - Will apenas fazia o papel dele próprio: um rapaz esperto e rebelde da Filadélfia que se muda para casa dos tios ricos em Bel-Air. A série foi bem-sucedida e durou seis anos, tempo durante o qual se aventurou no cinema e se fez notar pela crítica, como no drama Six Degrees of Separation, em 1993.

### 1994–1999: Ascenção no Cinema e Retorno a Música

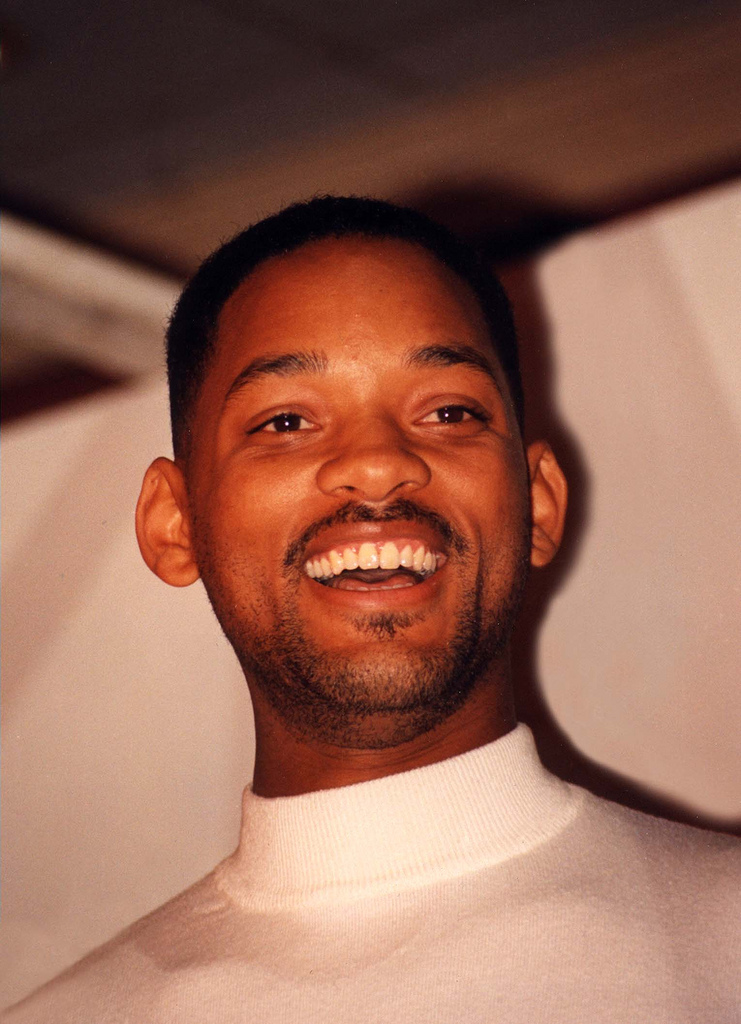
Will Smith em 1999.

O sucesso de bilheteria veio com o filme de ação Bad Boys, de 1995. Um ano depois, estrelou o grande êxito Independence Day, onde desempenhou o papel de Steven Hiller, um oficial dos fuzileiros (marines) que luta contra a invasão extraterrestre; Ambos os filmes ajudaram a estabelecer a imagem de Will Smith como um ator principal. No verão de 1997, ele estrelou ao lado de Tommy Lee Jones mais um sucesso comercial, Homens de Preto, interpretando o Agente J. No mesmo ano, Smith também começou sua carreira musical solo com o lançamento do single "Men in Black", a música tema do filme, que liderou as paradas de singles em várias regiões do mundo e lançou seu álbum solo de estreia , Big Willie Style, que alcançou o top dez da Billboard 200 dos EUA e foi certificado nove vezes platina pela RIAA. O terceiro single do álbum,  "Gettin' Jiggy wit It", se tornou um sucesso mundial na rádios em 1998, e chegou ao primeiro lugar da Billboard Hot 100.
Em 1998, Smith estrelou com Gene Hackman em Enemy of the State. No ano seguinte, ele recusou o papel de Neo em Matrix em favor de Wild Wild West (1999). O segundo álbum de Smith foi novamente apoiado pelo lançamento de uma música tema de filme como single principal: "Wild Wild West", com Dru Hill e Kool Moe Dee, chegou ao topo da Billboard Hot 100 e recebeu certificado de ouro da RIAA. O álbum, Willennium, alcançou a quinta posição na Billboard 200 e foi certificado como dupla platina pela RIAA. No mesmo ano, ele também foi destaque no single "Boy You Knock Me Out" de sua colega de The Fresh Prince of Bel-Air, Tatyana Ali.

### 2000–2009: Carreira Consolidada
Em 2001, Smith interpretou o boxeador peso-pesado Muhammad Ali no filme biográfico Ali. Por sua atuação, ele foi indicado ao Oscar de Melhor Ator e ao Globo de Ouro de Melhor Ator - Filme de Drama.  Em 2002, após um hiato musical de quatro anos, Smith retornou com seu terceiro álbum Born to Reign, que alcançou a posição 13 na Billboard 200 e recebeu certificado de ouro pela RIAA.  O primeiro single do álbum foi a música tema do filme de Smith, Homens de Preto II, chamado "Black Suits Comin' (Nod Ya Head)". Mais tarde, ele lançou seu primeiro álbum de compilação, Greatest Hits, que apresentou os sucessos de seus três álbuns solo e com o DJ Jazzy Jeff.
Em 2003, Smith retornou para Bad Boys II, a sequência do filme acompanha os detetives Burnett e Lowrey investigando o fluxo de ecstasy em Miami. Apesar de receber críticas geralmente negativas, o filme foi um sucesso de bilheteria, arrecadando US$ 270 milhões em todo o mundo. No ano seguinte, ele estrelou o filme de ficção científica I, Robot e dublou a animação Shark Tale; ambos os filmes foram sucessos de bilheterias. O último álbum de Smith, Lost and Found, foi lançado em 2005, chegando ao sexto lugar na Billboard 200.  O single principal "Switch" alcançou o top dez da Billboard Hot 100.  Em 2005, Smith foi inscrito no Guinness Book of World Records por comparecer a três estreias em um período de 24 horas. Em 2006, Smith e seu filho Jaden interpretaram pai e filho no drama biográfico The Pursuit of Happyness. Por sua performance emocionante, Smith foi novamente indicado ao Oscar e ao Globo de Ouro.
Em 10 de dezembro de 2007, Smith foi homenageado no Grauman's Chinese Theatre na Hollywood Boulevard, onde deixou uma marca de suas mãos e pés do lado de fora do teatro. Em 14 de dezembro, Smith lançou o filme Eu Sou a Lenda, que foi um sucesso em sua estreia. Em 2008, ele, estrelou o filme de super-heróis Hancock.

### 2010–2019: Sucesso Continuo

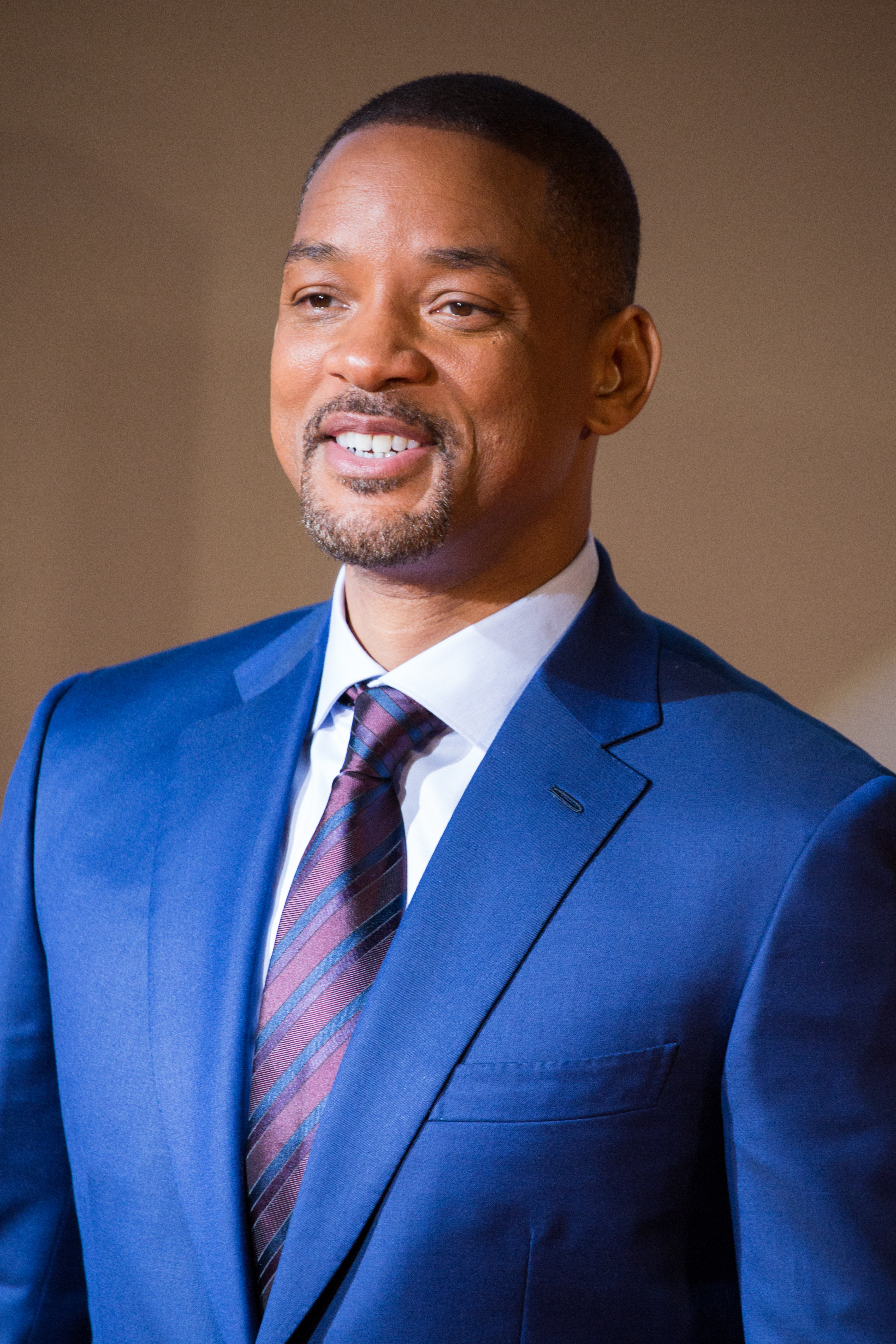
Will Smith em 2017.

Em 2012, Smith reprisou seu papel de Agente J em Men in Black III . Em 2013, Smith estrelou  o longa After Earth, novamente com seu filho Jaden. O filme foi uma decepção nas bilheterias e Smith acabou tirando um hiato de quase dois anos. Ele retornou em 2015, ao lado de Margot Robbie no drama romântico Focus, e estrelou o drama Concussion  onde interpretou o Dr. Bennet Omalu. Em 2016, Smith interpretou Deadshot no filme de supervilões Suicide Squad, que embora tenha sido um sucesso financeiro, recebeu críticas negativas. Mais tarde naquele ano, Smith estrelou o drama, Collateral Beauty, interpretando um executivo de publicidade de Nova York que sucumbe a uma profunda depressão após uma tragédia pessoal. Seu filme de ação Bright foi lançado na Netflix em 22 de dezembro de 2017. Smith cantou a música oficial da Copa do Mundo FIFA de 2018,  "Live It Up" ao lado do cantor Nicky Jam na cerimônia de encerramento da Copa em Moscou, Rússia. Em 2019, Smith interpretou o Gênio (originalmente dublado por Robin Williams) na adaptação live-action de Aladdin da Disney, que arrecadou mais de US$ 1 bilhão em bilheteria em todo o mundo. Em 2019, ele interpretou um assassino que enfrenta um clone mais jovem de si mesmo em Gemini Man.

### 2020–presente: Oscar
Em 2020, ele se juntou novamente a Martin Lawrence para o terceiro filme de sua franquia, Bad Boys for Life.  O livro de memórias de Smith, Will, que foi escrito com Mark Manson ,foi publicado em 9 de novembro de 2021 e foi promovido com uma turnê.  O livro é uma jornada de autoconhecimento que relembra traumas de infância, seu relacionamento com seu pai e suas experiências com ayahuasca. No mesmo ano, Smith interpretou Richard Williams , pai e treinador das tenistas Venus e Serena Williams , no filme King Richard  Por sua atuação, ele ganhou o Oscar de Melhor Ator, o Globo de Ouro de Melhor Ator em Filme de Drama e o Screen Actors Guild Award de Melhor Performance de um Ator Masculino em Papel Principal.

## Vida Pessoal

### Relacionamentos e Família

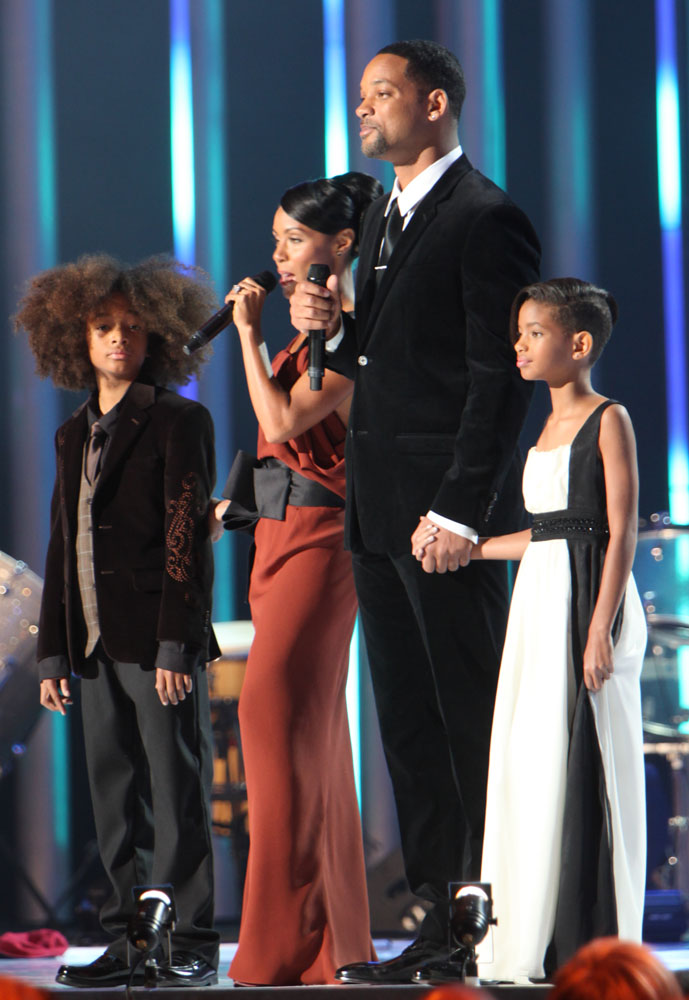
Will Smith com a esposa Jada e os filhos Jaden e Willow, No Concerto do Prêmio Nobel da Paz em 11 de dezembro de 2009, em Oslo, Noruega

Will Smith se casou com Sheree Zampino em 1992. Tiveram um filho, Willard "Trey" Smith III, nascido em 11 de novembro de 1992, e se divorciaram em 1995. Will Smith casou com a atriz Jada Koren Pinkett em 1997. Juntos, eles têm dois filhos: Jaden Christopher Syre Smith (nascido em 1998), a co-estrela em filmes como The Pursuit of Happyness e After Earth, e Willow Camille Reign Smith (nascida em 2000), que apareceu como sua filha no filme I Am Legend. Will e sua família residem em Los Angeles, Califórnia.

### Religião
Will Smith foi criado em uma igreja batista agregado por sua família e foi para uma escola católica, mas ele já não se identifica como religioso. Embora ele não seja um cientologista e tenha negado rumores que afirmam que ele seja um membro da Igreja da Cientologia, ele tem falado favoravelmente sobre isso, dizendo: "Eu só acho que um monte de ideias na Cientologia são brilhantes e revolucionárias, e não religiosas".
Smith doou 1,3 milhões de dólares para instituições de caridade em 2007, dos quais 450 000 foram para dois ministérios cristãos, e 122 500 foram para três organizações de cientologista. Will e sua esposa também fundaram a Leadership Academy New Village, uma escola primária privada em Calabasas, na Califórnia. No ano de 2010, uma declaração de impostos federais mostrou que Will Smith havia doado 1,2 milhão de dólares para a escola.

### Política
Em 11 de dezembro de 2009, Smith e sua esposa se hospedaram no Concerto do Prêmio Nobel da Paz em Oslo, Noruega para comemorar a conquista do prêmio de Barack Obama. Em 2012, Will Smith declarou que apoia a legalização do casamento do mesmo sexo.

### Problemas Judiciais
Em 1989, Smith foi preso em relação a uma suposta agressão ao seu promotor musical, William Hendricks; as acusações foram posteriormente retiradas.

### Briga com a atriz Janet Hubert
Durante as gravações de The Fresh Prince of Bel-Air, Will Smith e a atriz Janet Hubert, que interpretava a Tia Vivian na série, tinham brigas constantes nos bastidores. Isso fez com Janet deixasse a série após a terceira temporada, sendo substituída por Daphne Maxwell Reid. Em 2020, após 27 anos sem se falar, Will Smith e Janet Hubert se reencontraram e fizeram as pazes.

### Acusação de abuso sexual
Em 16 de abril de 2020, o ator Orlando Brown, da série That's So Raven, acusou Will Smith de abusar sexualmente dele quando ainda era uma criança.

### Agressão no Oscar 2022

Will Smith tapeia o ator Chris Rock no Oscar 2022.

No dia 27 de março de 2022, durante a cerimônia do Óscar 2022, o ator deu um forte tapa no rosto de Chris Rock, por conta de uma piada em que o comediante fez durante a apresentação da cerimônia, acerca da cabeça raspada de sua esposa, Jada Pinkett Smith. Jada foi diagnosticada com alopecia areata, uma condição autoimune associada à queda de cabelos ou pelos do corpo que atinge tanto homens como mulheres e que pode ser causada por diversos fatores. A atriz e esposa do ator decidiu adotar os cabelos raspados por conta da doença.
Em seu discurso de aceitação do Óscar, Will Smith pediu desculpas à Academia, bem como aos outros indicados, mas não citou o agredido Chris Rock durante seu pedido. Apesar do ocorrido, Chris Rock decidiu não prestar queixa contra Will na polícia.
A Academia de Artes e Ciências Cinematográficas dos Estados Unidos disse não tolerar violência. Cogitou-se ainda que Will tivesse que devolver o Prêmio de Melhor Ator devido a quebra do código de conduta do Óscar. Após algumas horas, Will Smith se pronunciou na sua conta do Instagram, qualificando a sua atitude de "inaceitável", pediu desculpas a Chris Rock publicamente e se mostrou arrependido do tal ato.
Dois dias depois do ocorrido, a Academia informou que, após o tapa, Will foi convidado a se retirar da cerimônia do Óscar, mas ele se recusou. A Academia informou também que abriu um processo disciplinar sobre o ocorrido. Fontes ouvidas pelo site de notícias Variety, contudo, negaram que Smith foi convidado a se retirar do Óscar, como a Academia informou. Segundo eles, alguns membros da Academia queriam que Smith fosse retirado após o tapa, mas não chegaram a fazer um pedido formal ou explícito a ele para se retirar.
Em 1º de abril de 2022, quatro dias após a agressão, Smith anunciou que decidiu deixar a Academia de Artes e Ciências Cinematográficas. Em comunicado, ele disse que suas ações foram "chocantes, dolorosas e imperdoáveis", que traiu a confiança da Academia com o tapa e que estava "de coração partido". A Academia aceitou a saída de Will. Com isso, Will Smith não pode mais participar do processo de votação no Oscar, mas ainda pode ser indicado ao prêmio. Entretanto, mesmo com a saída de Will, o processo disciplinar aberto pela Academia contra ele continuou.
Dois filmes que Will faria, Fast and Loose e Bad Boys 4, tiveram suas produções paralisadas temporariamente para não se associarem com a imagem negativa de Smith após a agressão. Depois disso, em 4 de abril de 2022, Will Smith decidiu se internar em uma clínica de reabilitação para poder lidar com a carga emocional e a forte rejeição que vinha sofrendo após o tapa no Óscar. Simultaneamente, a Netflix e a Apple desistiram de fazer um filme sobre a vida dele.
Em 8 de abril de 2022, a Academia de Artes e Ciências Cinematográficas concluiu o processo disciplinar e decidiu suspender Will Smith do Oscar pelo prazo de 10 anos. Na prática, isso significa que o ator não terá que devolver sua estatueta e ainda poderá concorrer à premiações futuras, no entanto ficará impedido nesse período de participar de todos os eventos da Academia.
No dia 29 de julho de 2022, Smith publicou um vídeo nas redes sociais fazendo um pedido de desculpas para Chris Rock, para a mãe do comediante que foi agredido e para toda a família do ator que levou o tapa. Will também se desculpou com a Academia, os produtores do programa e todas as pessoas que assistiram à premiação. Smith ainda revelou estar profundamente arrependido e confessou que a reação do público o afetou mental e emocionalmente.

## Filmografia

### Como ator

#### Cinema[69]
| Ano  | Filme                      | Título em português                                                             | Personagem                              |
| ---- | -------------------------- | ------------------------------------------------------------------------------- | --------------------------------------- |
| 1992 | Where the Day Takes You    | br/pt: A Lei de Cada Dia                                                        | Manny                                   |
| 1993 | Made in America            | br/pt: Feita por Encomenda                                                      | Tea Cake Walters                        |
| 1993 | Six Degrees of Separation  | br/pt: Seis Graus de Separação                                                  | Paul                                    |
| 1995 | Bad Boys                   | br/pt: Os Bad Boys                                                              | Detetive Mike Lowrey                    |
| 1996 | Independence Day           | br: Independence Day/pt: O Dia da Independência                                 | Capitão Steven "Steve" Hiller           |
| 1997 | Men in Black               | br: MIB - Homens de Preto/pt: MIB - Homens de Negro                             | James Edwards / Agente J (James)        |
| 1998 | Enemy of the State         | br: Inimigo do Estado/pt: Perigo Público                                        | Robert Clayton Dean                     |
| 1999 | Wild Wild West             | br: As Loucas Aventuras de James West                                           | Capitão James West                      |
| 2000 | The Legend of Bagger Vance | br: Lendas da Vida/pt: A Lenda de Bagger Vance                                  | Bagger Vance                            |
| 2001 | Ali                        | Ali                                                                             | Cassius Clay / Cassius X / Muhammad Ali |
| 2002 | Men in Black II            | br: MIB - Homens de Preto II/pt: Homens de Negro II                             | James Edwards / Agente J (James)        |
| 2003 | Bad Boys II                | br: Os Bad Boys II/pt: Bad Boys II                                              | Detetive Mike Lowrey                    |
| 2004 | I, Robot                   | br: Eu, Robô/pt: Eu, Robot                                                      | Detetive Del Spooner                    |
| 2004 | Shark Tale                 | br: O Espanta Tubarões/pt: O Gang dos Tubarões                                  | Oscar (voz)                             |
| 2004 | Jersey Girl                | br: Menina dos Olhos/pt: Era Uma Vez Um Pai                                     | Ele mesmo (participação especial)       |
| 2005 | Hitch                      | br: Hitch - Conselheiro Amoroso/pt: Hitch - A Cura para o Homem Comum           | Alex "Hitch" Hitchens                   |
| 2006 | The Pursuit of Happyness   | br: À Procura da Felicidade/pt: Em Busca da Felicidade                          | Chris Gardner                           |
| 2007 | I Am Legend                | br/pt: Eu Sou a Lenda                                                           | Tenente Coronel Robert Neville          |
| 2008 | Hancock                    | Hancock                                                                         | John Hancock                            |
| 2008 | Seven Pounds               | br/pt: Sete Vidas                                                               | Tim Thomas                              |
| 2012 | Men in Black III           | br: MIB - Homens de Preto 3/pt: Homens de Negro III                             | James Edwards / Agente J (James)        |
| 2013 | After Earth                | br: Depois da Terra                                                             | Cypher Raige                            |
| 2015 | Focus                      | br/pt: Golpe Duplo                                                              | Nicky                                   |
| 2015 | Concussion                 | br: Um Homem Entre Gigantes pt: Sozinho Contra Todos ou A Coragem de um Campeão | Dr. Bennet Omalu                        |
| 2016 | Suicide Squad              | br/pt: Esquadrão Suicida                                                        | Floyd Lawton/Pistoleiro                 |
| 2017 | Collateral Beauty          | br: Beleza Oculta/pt: Beleza Colateral                                          |                                         |
| 2017 | Bright                     | Bright                                                                          | Daryl Ward                              |
| 2019 | Aladdin                    | Aladdin                                                                         | Gênio                                   |
| 2019 | Gemini Man                 | br/pt: Projeto Gemini                                                           | Henry Brogan, "Junior"                  |
| 2019 | Spies in Disguise          | br: Um Espião Animal/pt: Armados em Espiões                                     | Lance Sterling (voz)                    |
| 2020 | Bad Boys for Life          | br/pt: Bad Boys para Sempre                                                     | Detetive Mike Lowrey                    |
| 2021 | King Richard               | br: King Richard: Criando Campeãs                                               | Richard Williams                        |
| 2022 | Emancipation               | Emancipation                                                                    | Peter                                   |
| 2024 | Bad Boys: Ride or Die      | br: Bad Boys: Até o Fim/pt: Bad Boys: Tudo ou Nada                              | Detetive Mike Lowrey                    |

#### Televisão
| Ano       | Título                                       | Personagem   | Notas                          |
| --------- | -------------------------------------------- | ------------ | ------------------------------ |
| 1990      | ABC Afterschool Special - "The Perfect Date" | Hawker       | Participação especial          |
| 1990–1996 | The Fresh Prince of Bel-Air                  | Will Smith   | Protagonista (Todos episódios) |
| 1991      | Blossom                                      | Fresh Prince | Participação especial          |
| 1995      | Happily Ever After 2                         | Pinóquio     | Voz                            |
| 2003–2004 | All of Us                                    | Johnny       | Participação especial          |
| 2012      | Kids' Choice Awards 2012                     | Ele mesmo    | Apresentador                   |
| 2021      | The Fresh Prince of Bel-Air Reunion          | Ele mesmo    |                                |

### Como produtor

#### Cinema
| Ano           | Filme                    |
| ------------- | ------------------------ |
| 2002          | Showtime                 |
| 2003          | Ride or Die              |
| 2004          | I, Robot                 |
| 2004          | The Seat Filler          |
| 2004          | Saving Face              |
| 2005          | Hitch                    |
| 2006          | ATL                      |
| 2006          | The Pursuit of Happyness |
| 2008          | Hancock                  |
| 2008          | The Secret Life of Bees  |
| 2008          | The Human Contract       |
| 2008          | Lakeview Terrace         |
| 2008          | Seven Pounds             |
| 2010          | The Karate Kid           |
| 2013          | After Earth              |
| 2015          | Focus                    |
| 2015          | Concussion               |
| 2016          | Suicide Squad            |
| 2016          | Collateral Beauty        |
| 2018–presente | Cobra Kai                |
| 2020          | Life in a Year           |

#### Televisão
| Ano       | Título                              |
| --------- | ----------------------------------- |
| 1990–1996 | The Fresh Prince of Bel-Air         |
| 2003–2004 | All of Us                           |
| 2021      | The Fresh Prince of Bel-Air Reunion |

## Discografia

### DJ Jazzy Jeff & The Fresh Prince
| Ano  | Álbum                                          |
| ---- | ---------------------------------------------- |
| 1987 | Rock the House                                 |
| 1988 | He's the DJ, I'm the Rapper                    |
| 1989 | And in this Corner…                            |
| 1991 | Homebase                                       |
| 1993 | Code Red                                       |
| 1998 | Greatest Hits                                  |
| 2000 | Before the Willenium                           |
| 2003 | Platinum & Gold Collection                     |
| 2006 | The Very Best Of Jazzy Jeff & The Fresh Prince |

### Solo
| Ano  | Álbum                 |
| ---- | --------------------- |
| 1997 | Big Willie Style      |
| 1999 | Willennium            |
| 2002 | Born to Reign         |
| 2005 | Lost and Found        |
| 2025 | Based on a True Story |

## Prêmios e indicações

#### Óscar
| Ano  | Categoria    | Filme                    | Resultado |
| ---- | ------------ | ------------------------ | --------- |
| 2002 | Melhor Ator  | Ali                      | Indicado  |
| 2007 | Melhor Ator  | The Pursuit of Happyness | Indicado  |
| 2022 | Melhor Ator  | King Richard             | Venceu    |
| 2022 | Melhor Filme | King Richard             | Indicado  |

#### Globo de Ouro
| Ano  | Categoria                                  | Filme                       | Resultado |
| ---- | ------------------------------------------ | --------------------------- | --------- |
| 1993 | Melhor Ator em Série de Comédia ou Musical | The Fresh Prince of Bel-Air | Indicado  |
| 1994 | Melhor Ator em Série de Comédia ou Musical | The Fresh Prince of Bel-Air | Indicado  |
| 2002 | Melhor Ator em Cinema - Drama              | Ali                         | Indicado  |
| 2007 | Melhor Ator em Cinema - Drama              | The Pursuit of Happyness    | Indicado  |
| 2016 | Melhor Ator em Cinema - Drama              | Concussion                  | Indicado  |
| 2022 | Melhor Ator em Cinema - Drama              | King Richard                | Venceu    |

#### SAG Awards
| Ano  | Categoria               | Filme                    | Resultado |
| ---- | ----------------------- | ------------------------ | --------- |
| 2007 | Melhor Ator Principal   | The Pursuit of Happyness | Indicado  |
| 2022 | Melhor Ator Principal   | King Richard             | Venceu    |
| 2022 | Melhor Elenco em Cinema | King Richard             | Indicado  |

#### BAFTA
| Ano  | Categoria   | Filme        | Resultado |
| ---- | ----------- | ------------ | --------- |
| 2022 | Melhor Ator | King Richard | Venceu    |

#### Critics' Choice Movie Awards
| Ano  | Categoria                    | Filme                    | Resultado |
| ---- | ---------------------------- | ------------------------ | --------- |
| 2002 | Melhor Ator                  | Ali                      | Indicado  |
| 2007 | Melhor Ator                  | The Pursuit of Happyness | Indicado  |
| 2021 | Melhor Ator em Filme de Ação | Bad Boys for Life        | Indicado  |
| 2022 | Melhor Ator                  | King Richard             | Venceu    |

#### Emmy
| Ano  | Categoria               | Filme     | Resultado |
| ---- | ----------------------- | --------- | --------- |
| 2021 | Melhor Série de Comédia | Cobra Kai | Indicado  |

#### Grammy Awards
| Ano  | Categoria                                        | Filme                                                | Resultado |
| ---- | ------------------------------------------------ | ---------------------------------------------------- | --------- |
| 1989 | Melhor Performance de Rap                        | "Parents Just Don't Understand" (with DJ Jazzy Jeff) | Venceu    |
| 1990 | Melhor Performance de Rap por uma Dupla ou Grupo | "I Think I Can Beat Mike Tyson" (with DJ Jazzy Jeff) | Indicado  |
| 1991 | Melhor Performance de Rap por uma Dupla ou Grupo | "And in this Corner..."                              | Indicado  |
| 1993 | Melhor Performance de Rap por uma Dupla ou Grupo | "Summertime"                                         | Venceu    |
| 1998 | Melhor Performance Solo de Rap                   | "Men in Black"                                       | Venceu    |
| 1999 | Melhor Performance Solo de Rap                   | "Gettin' Jiggy Wit It"                               | Venceu    |
| 2000 | Melhor Performance Solo de Rap                   | "Wild, Wild, West"                                   | Indicado  |
| 2001 | Melhor Vídeo Musical em Curta Metragem           | "Will 2K"                                            | Indicado  |